# Recharger la Bulgarie
Recharger la Bulgarie (en bulgare Презареди България) est un parti politique bulgare de type populiste et eurosceptique, fondé et dirigé par Nikolay Barekov.

## Histoire
Le parti est créé sous le nom de « Bulgarie sans censure » en janvier 2014 par un ancien animateur de télévision nommé Nikolay Barekov. 
Le parti se présente pour la première fois devant les urnes en mai 2014 pour les élections européennes, allié avec le VMRO - Mouvement national bulgare, l'Union populaire agrarienne et le Mouvement du jour de Saint-Georges. Cette coalition obtient 238 629 voix (10,66 %) et remporte deux sièges au Parlement européen dont un pour Nikolay Barekov. Il adhère au groupe des conservateurs et réformistes européens (CRE).

## Résultats électoraux

### Élections législatives
| Année | Voix               | %                  | Mandats            | Rang               | Gouvernement                |
| ----- | ------------------ | ------------------ | ------------------ | ------------------ | --------------------------- |
| 2014  | 186 938            | 5,69               | 15 / 240           | 6e                 | Soutien au 91e gouvernement |
| 2017  | Ne se présente pas | Ne se présente pas | Ne se présente pas | Ne se présente pas | Ne se présente pas          |

### Élections européennes
| Année | Voix    | %     | Mandats | Rang | Groupe |
| ----- | ------- | ----- | ------- | ---- | ------ |
| 2014  | 238 629 | 10,66 | 2 / 17  | 4e   | CRE    |
| 2019  | 3 907   | 0,20  | 0 / 17  |      |        |